# Volta a Suïssa 1933
La Volta a Suïssa 1933 és la 1a edició de la Volta a Suïssa, una competició ciclista per etapes que es disputa per les carreteres de Suïssa. Aquesta edició es disputà del 28 d'agost al 2 de setembre de 1933, amb un recorregut de 1.253 km distribuïts en 5 etapes, amb inici i final a Zúric. El vencedor final fou l'austríac Max Bulla, seguit pel suís Albert Büchi i el francès Gaspard Rinaldi.

## Etapes
| Etapa | Data          | Recorregut        | Km  | Vencedor d'etapa | Líder de la general |
| ----- | ------------- | ----------------- | --- | ---------------- | ------------------- |
| 1ª    | 28 d'agost    | Zúric - Davos     | 228 | Luigi Macchi     | Luigi Macchi        |
| 2ª    | 29 d'agost    | Davos - Lucerna   | 240 | Max Bulla        | Max Bulla           |
| 3ª    | 30 d'agost    | Lucerna - Ginebra | 300 | Max Bulla        | Max Bulla           |
| 4ª    | 1 de setembre | Ginebra - Basilea | 259 | Gaspard Rinaldi  | Max Bulla           |
| 5ª    | 2 de setembre | Basilea - Zúric   | 226 | Karl Altenburger | Max Bulla           |

## Classificació final
| Pos. | Ciclista         | Equip    | Temps       |
| ---- | ---------------- | -------- | ----------- |
| 1    | Max Bulla        | Àustria  | 39h 46' 46" |
| 2    | Albert Büchi     | Suïssa   | + 9' 01"    |
| 3    | Gaspard Rinaldi  | França   | + 11' 10"   |
| 4    | Benoît Fauré     | França   | + 16' 40"   |
| 5    | Felice Gremo     | Itàlia   | + 19' 38"   |
| 6    | François Adam    | Bèlgica  | + 22' 11"   |
| 7    | Carlo Romanatti  | Itàlia   | + 26' 04"   |
| 8    | Michele Orecchia | Itàlia   | + 28' 01"   |
| 9    | Walter Blattmann | Suïssa   | + 30' 20"   |
| 10   | Hermann Buse     | Alemanya | + 30' 59"   |